# L'ultima notte d'amore
L'ultima notte d'amore  (La puerta abierta) è un film del 1957 diretto da César Ardavin.